# Irving Reis
Irving Reis (ur. 7 maja 1906, zm. 3 lipca 1953) – amerykański scenarzysta i reżyser filmowy.

## Filmografia
Scenarzysta
- 1938: King of Alcatraz
- 1939: King of Chinatown

Reżyser
- 1925: The Business of Love
- 1942: The Falcon Takes Over
- 1949: Dancing in the Dark
- 1952: The Four Poster

## Nagrody i nominacje
Został nominowany do nagrody Złotego Lwa, a także posiada swoją gwiazdę na Hollywoodzkiej Alei Gwiazd.